# Hyposmocoma kaikuono
Hyposmocoma kaikuono là một loài bướm đêm thuộc họ Cosmopterigidae. Nó là loài đặc hữu của Molokai. Loài địa phương ở Honouli, Malo'o Bay.
Sải cánh dài 10.1–13.2 mm.